# VM i håndbold 1958 (mænd)
Verdensmesterskabet i håndbold for mænd 1958 var det tredje (indendørs) VM i håndbold. Det blev afholdt i DDR i perioden 27. februar – 8. marts 1958.
De 16 deltagende nationer spillede først en indledende runde i fire grupper med fire hold, hvorfra de to bedste i hver gruppe gik videre til hovedrunden, der bestod af to grupper med fire hold. De to gruppevindere gik videre til VM-finalen, mens de to toere gik videre til bronzekampen. De to gruppetreere spillede om 5.pladsen, mens firerne spillede om 7.pladsen.
Sverige blev verdensmester for anden gang i træk ved at slå Tjekkoslovakiet med 22-12 i finalen. Bronzemedaljerne gik til Tyskland, der stillede med et fælles hold, som slog Danmark med 16-13 i bronzekampen. 

## Resultater

### Indledende runde
Den indledende runde bestod af fire grupper med fire hold. I hver gruppe spillede holdene en enkeltturnering, og de to bedst placerede hold i hver gruppe gik videre til hovedrunden. Gruppe A blev spillet i Erfurt, gruppe B i Østberlin, gruppe C i Magdeburg og gruppe D i Rostock.

#### Gruppe A
| Dato  | Kamp              | Res.  | Pause |
| ----- | ----------------- | ----- | ----- |
| 27.2. | Sverige - Spanien | 31–11 | 15-50 |
| 27.2. | Polen – Finland   | 14–14 | 8-6   |
| 1.3.  | Spanien – Finland | 19–16 | 12-60 |
| 1.3.  | Sverige – Polen   | 19–14 | 11-50 |
| 2.3.  | Polen – Spanien   | 25–11 | 12-30 |
| 2.3.  | Sverige – Finland | 27–16 | 14-60 |

| Hold    | Kampe | Mål   | Point |
| ------- | ----- | ----- | ----- |
| Sverige | 3     | 77-41 | 6     |
| Polen   | 3     | 53-44 | 3     |
| Spanien | 3     | 41-72 | 2     |
| Finland | 3     | 46-60 | 1     |

#### Gruppe B
| Dato  | Kamp                  | Res.  | Pause |
| ----- | --------------------- | ----- | ----- |
| 27.2. | Tyskland - Luxembourg | 46–40 | 23-10 |
| 27.2. | Norge – Frankrig      | 17–13 | 8-7   |
| 1.3.  | Norge – Luxembourg    | 41–80 | 25-30 |
| 1.3.  | Tyskland – Frankrig   | 32–12 | 16-80 |
| 2.3.  | Frankrig – Luxembourg | 41–80 | 19-00 |
| 2.3.  | Tyskland – Norge      | 19–90 | 11-40 |

| Hold       | Kampe | Mål     | Point |
| ---------- | ----- | ------- | ----- |
| Tyskland   | 3     | 97-25   | 6     |
| Norge      | 3     | 67-40   | 4     |
| Frankrig   | 3     | 66-57   | 2     |
| Luxembourg | 3     | 020-128 | 0     |

#### Gruppe C
| Dato  | Kamp                       | Res.  | Pause |
| ----- | -------------------------- | ----- | ----- |
| 27.2. | Tjekkoslovakiet - Island   | 27–17 | 15-90 |
| 27.2. | Ungarn – Rumænien          | 16–16 | 8-8   |
| 1.3.  | Island – Rumænien          | 13–11 | 7-6   |
| 1.3.  | Tjekkoslovakiet – Ungarn   | 26–11 | 12-30 |
| 2.3.  | Ungarn – Island            | 19–16 | 11-70 |
| 2.3.  | Tjekkoslovakiet – Rumænien | 21–13 | 9-9   |

| Hold            | Kampe | Mål   | Point |
| --------------- | ----- | ----- | ----- |
| Tjekkoslovakiet | 3     | 74-41 | 6     |
| Ungarn          | 3     | 46-58 | 3     |
| Island          | 3     | 46-57 | 2     |
| Rumænien        | 3     | 40-50 | 1     |

#### Gruppe D
| Dato  | Kamp                    | Res.  | Pause |
| ----- | ----------------------- | ----- | ----- |
| 27.2. | Danmark - Brasilien     | 32–12 | 14-60 |
| 27.2. | Jugoslavien – Østrig    | 35–80 | 16-20 |
| 1.3.  | Østrig – Brasilien      | 24–12 | 9-5   |
| 1.3.  | Danmark – Jugoslavien   | 20–12 | 8-8   |
| 2.3.  | Jugoslavien – Brasilien | 22–90 | 11-20 |
| 2.3.  | Danmark – Østrig        | 22–18 | 13-10 |

| Hold        | Kampe | Mål   | Point |
| ----------- | ----- | ----- | ----- |
| Danmark     | 3     | 74-42 | 6     |
| Jugoslavien | 3     | 69-37 | 4     |
| Østrig      | 3     | 50-69 | 2     |
| Brasilien   | 3     | 33-78 | 0     |

### Hovedrunde
Hovedrunden havde deltagelse af otte hold, de to bedst placerede hold fra hver af de indlendende grupper. Holdene blev inddelt i to ny gruppe med fire hold i hver, idet holdene fra gruppe B og C blev samlet i gruppe 1, mens holdene fra gruppe A og D samledes i gruppe 2. Resultaterne af kampe mellem hold fra samme gruppe i den indledende runde blev overført til hovedrunden.
Kampene i gruppe 1 blev afviklet i Østberlin, mens gruppe 2 blev afviklet i Leipzig.
Vinderne af de to grupper gik videre til VM-finalen, mens toerne gik videre til bronzekampen. De to treere gik videre til placeringskampen on 5.-pladsen, mens firerne måtte tage til takke med at spille placeringskamp om 7.-pladsen.

#### Gruppe 1
| Dato | Kamp                       | Res.  | Pause |
| ---- | -------------------------- | ----- | ----- |
| 4.3. | Tyskland - Ungarn          | 22–15 | 14-80 |
| 4.3. | Tjekkoslovakiet – Norge    | 21–10 | 10-30 |
| 6.3. | Norge – Ungarn             | 23–21 | 13-12 |
| 6.3. | Tjekkoslovakiet – Tyskland | 17–14 | 10-60 |

| Hold            | Kampe | Mål   | Point |
| --------------- | ----- | ----- | ----- |
| Tjekkoslovakiet | 3     | 64-35 | 6     |
| Tyskland        | 3     | 55-42 | 4     |
| Norge           | 3     | 42-61 | 2     |
| Ungarn          | 3     | 47-71 | 0     |

#### Gruppe 2
| Dato | Kamp                  | Res.  | Pause |
| ---- | --------------------- | ----- | ----- |
| 4.3. | Danmark - Polen       | 22–15 | 8-6   |
| 4.3. | Sverige - Jugoslavien | 26–90 | 14-50 |
| 6.3. | Polen – Jugoslavien   | 9–7   | 4-6   |
| 6.3. | Sverige – Danmark     | 13–12 | 8-5   |

| Hold        | Kampe | Mål   | Point |
| ----------- | ----- | ----- | ----- |
| Sverige     | 3     | 64-35 | 6     |
| Danmark     | 3     | 55-42 | 4     |
| Polen       | 3     | 42-61 | 2     |
| Jugoslavien | 3     | 47-71 | 0     |

### Finale- og placeringskampe
Finale- og placeringskampene blev spillet i Østberlin.
| Dato               | Kamp                      | Res.  | Pause |
| Kamp om 7.-pladsen |                           |       |       |
| 7.3.               | Ungarn - Jugoslavien      | 24–16 | 10-90 |
| Kamp om 5.-pladsen |                           |       |       |
| 7.3.               | Polen – Norge             | 20–18 | 11-80 |
| Bronzekamp         |                           |       |       |
| 8.3.               | Tyskland – Danmark        | 16–13 | 10-60 |
| Finale             |                           |       |       |
| 8.3.               | Sverige – Tjekkoslovakiet | 22–12 | 10-50 |

### Samlet rangering
| VM 1958 | VM 1958         |
| ------- | --------------- |
| Guld    | Sverige         |
| Sølv    | Tjekkoslovakiet |
| Bronze  | Tyskland        |
| 4.      | Danmark         |
| 5.      | Polen           |
| 6.      | Norge           |
| 7.      | Ungarn          |
| 8.      | Jugoslavien     |

| VM 1958 | VM 1958    |
| ------- | ---------- |
| 9.      | Frankrig   |
| 9.      | Island     |
| 9.      | Østrig     |
| 9.      | Spanien    |
| 13.     | Rumænien   |
| 13.     | Finland    |
| 13.     | Brasilien  |
| 13.     | Luxembourg |